# 2025 au Japon
Cet article présente des faits marquants de l'année 2025 au Japon.

## Évènements

### Janvier
- 10 janvier : 8 étudiants blessés dans une attaque au marteau sur le campus de Tama de l'université Hōsei[1].
- 13 janvier : un séisme de magnitude 6,7 secoue l'île de Kyūshū. l'alerte au tsunami est rapidement levée[2].
- 27 janvier : Koichi Minato et Shuji Kanō démissionnent de leur postes de dirigeants de Fuji Television à la suite des critiques pour avoir maintenu Masahiro Nakai, accusé d'aggression sexuelle (en)[3],[4].
- 28 janvier : une doline se forme sous une intersection à Yashio (Saitama), engloutissant un camion et son conducteur[5].

### Février
- 26 février : l'incendie de forêt d'Ōfunato se déclare. Il durera jusqu'au 9 mars[6].

### Mars
- 4 mars : Yūji Iwasawa est élu président de la Cour internationale de justice.
- 7 mars : la Haute Cour de Nagoya déclare inconstitutionnelle la non-reconnaissance du mariage homosexuel au Japon[7].
- 14 mars :  retrait du service de l'avion de transport militaire Kawasaki C-1 par la Force aérienne d'autodéfense japonaise[8].
- 18 mars : début du premier chantier de démantèlement d'un réacteur nucléaire au Japon. Deux réacteurs de la centrale nucléaire de Hamaoka doivent l'être d'ici 2042[9].

### Avril
- 13 avril : ouverture de l'Exposition universelle de 2025, à Osaka

### Juin
- 21 juin : début de l'essaim de séismes des îles Tokara[10],[11].

### Juillet
- 20 juillet : élections à la Chambre des conseillers, le Parti libéral-démocrate perd sa majorité absolue.

### Août
- 7 août : un avion de chasse Mitsubishi F-2 du le 3rd Tactical Fighter Squadron (JASDF) (en) s'abime en mer au large de la préfecture d'Ibaraki. Le pilote s'est éjecté sain et sauf[12].

### Septembre
- 11 septembre : entrée en vigueur de l’accord d’accès réciproque (RAA) Japon - Philippines signé le 8 juillet 2025 portant sur l’accès réciproque et la facilitation de la coopération entre les Forces japonaises d’autodéfense et les Forces armées des Philippines[13].
- du 13 au 21 septembre : championnats du monde d'athlétisme à Tokyo.

### Octobre
- 13 octobre : clôture de l'Exposition universelle.

## Décès

### Janvier
- 3 janvier : Hiroshi Hara, architecte[14],
- 16 janvier : Masaharu Ueda, directeur de la photographie[15],
- 20 janvier : Reiko Hayama, architecte.
- 25 janvier : Ikujirō Nonaka, économiste[16],
- 28 janvier : Takuro Morinaga, économiste[17].

### Février
- 28 février : Ayako Sono, écrivaine[18],

### Mars
- 1er mars : Norio Minorikawa, présentateur de télévision.
- 9 mars : Akinori Nakayama, gymnaste.
- 11 mars : Ayumi Ishida, chanteuse et actrice